# VisionAire 500 1997
VisionAire 500 1997 var ett race som var den åttonde deltävlingen i Indy Racing League 1996/1997. Racet kördes den 26 juli på Charlotte Motor Speedway. Buddy Lazier tog hem sin första seger för säsongen, vilket till viss del räddade säsongen 1996 års Indianapolis 500-vinnare. Billy Boat slutade tvåa, följd av Scott Goodyear, medan mästerskapsledande Tony Stewart slutade sjua.

## Slutresulta
| Plats | Förare           | Team                   | Grid |
| ----- | ---------------- | ---------------------- | ---- |
| 1     | Buddy Lazier     | Hemelgarn Racing       | 5    |
| 2     | Billy Boat       | A.J. Foyt Enterprises  | 3    |
| 3     | Scott Goodyear   | Treadway Racing        | 6    |
| 4     | Affonso Giaffone | Chitwood Motorsports   | 16   |
| 5     | Kenny Bräck      | Galles Racing          | 18   |
| 6     | Eddie Cheever    | Cheever Racing         | 15   |
| 7     | Tony Stewart     | Team Menard            | 1    |
| 8     | Stéphan Grégoire | Chastain Motorsports   | 9    |
| 9     | Marco Greco      | Galles Racing          | 11   |
| 10    | Eliseo Salazar   | Team Scandia           | 14   |
| 11    | John Paul Jr.    | PDM Racing             | 21   |
| 12    | Jim Guthrie      | Blueprint Racing       | 6    |
| 13    | Robbie Groff     | McCormack Motorsports  | 20   |
| 14    | Mike Groff       | Byrd-Cunningham Racing | 22   |
| 15    | Jimmy Kite       | Team Scandia           | 13   |
| 16    | Davey Hamilton   | A.J. Foyt Enterprises  | 4    |
| 17    | Roberto Guerrero | Pagan Racing           | 7    |
| 18    | Sam Schmidt      | LP Racing              | 18   |
| 19    | Mark Dismore     | PDM Racing             | 10   |
| 20    | Vincenzo Sospiri | Team Scandia           | 12   |
| 21    | Arie Luyendyk    | Treadway Racing        | 3    |
| 22    | Greg Ray         | Knapp Motorsports      | 17   |
| 23    | Jack Miller      | Arizona Motorsports    | 19   |